# Zwei-Brüder-Motiv
Ein weit verbreitetes mythologisches und literarisches Motiv ist das der zwei Brüder, die sich hassen oder im Streit liegen und von denen der eine den anderen gelegentlich sogar tötet. Beispiele hierfür sind Kain und Abel aus dem Alten Testament oder Romulus und Remus aus der römischen Mythologie.

## Beispiele
- Osiris/Seth (Ägyptische Mythologie)

Sie sind – zusammen mit ihren Schwestern Isis und Nephthys – Kinder des Erdgottes Geb und der Himmelsgöttin Nut. Nachdem Seth seinen Bruder Osiris getötet und zerstückelt hat, gelingt es Isis und Anubis, die Teile zu sammeln, ihn wieder zusammenzusetzen und auferstehen zu lassen. Er nimmt seine Schwester Isis zur Gemahlin und zeugt mit ihr einen Sohn namens Horus, der ihn schließlich rächt. Seth wird ins Exil geschickt, Horus besteigt den Thron und Osiris wird zum obersten Richter des Totengerichts.
- Schlecht/Gerecht (Appu-Märchen, Hethiter, Hurritisch-hethitische Mythologie)

Die beiden Brüder mit den programmatischen Namen sind die Söhne von Appu, dem reichsten Mann in der Stadt, der zunächst alles außer Kinder hat, nach Erklärungen durch den Sonnengott es aber schafft, seine Frau zu schwängern. Schlecht und Gerecht wachsen auf, und als Appu ihnen seine Habe vermacht (und stirbt?), sagt Schlecht zu Gerecht, dass er nun allein leben möchte. Die beiden Brüder teilen die gesamte Habe auf, Schlecht, der der Ältere ist, teilt Gerecht allerdings die Dinge von geringerem Wert zu. Der Sonnengott beobachtet dies und hilft Gerecht. Die Angelegenheit wird schließlich vor ein göttliches Gericht gebracht. (An dieser Stelle bricht der überlieferte Text ab.) (Vgl. Siegelová, Jana (1971): Appu-Märchen und Hedammu-Mythus. Wiesbaden: Harrassowitz.)
- Kain/Abel (Bibel – Altes Testament)

Sie sind die ältesten Söhne von Adam und Eva, den ersten Menschen, die Gott auf der Erde erschaffen hatte. Kain war neidisch auf seinen Bruder Abel, weil Gott dessen Opfergabe vorzog. So wurde er von bösen Gedanken beherrscht, hörte nicht auf die Ermahnungen Gottes und erschlug in der Folge seinen Bruder. Damit wurde er zum ersten Mörder der Menschheitsgeschichte. Für seine Tat wurde er von Gott verstoßen; zur Wanderschaft gezwungen, übersiedelte er schließlich in das bis dahin menschenleere Land Nod, wo er eine Familie gründete.
- Kabil/Habil (Koran)

Im Koran findet sich die Geschichte von Kain und Abel mit einigen differenzierenden Details. Kabil und Habil haben – im Unterschied zu Kain und Abel – zwei Zwillingsschwestern. Allah lehnte Kabils Opfer ab, weil er sich weigerte, Habils Schwester zu heiraten. Schließlich kam es zum Mord an Habil. Daraufhin streifte Kabil jahrelang mit der Leiche seines Bruders durch die Welt, bis ihn der Anblick eines Raben, der einen toten Vogel begrub, auf den Gedanken brachte, den Toten zu begraben.
- Jakob/Esau (Bibel – Altes Testament)

Sie waren die Söhne von Isaak und Rebekka und damit Enkel von Abraham. Jakob betrog seinen Bruder Esau um den väterlichen Segen, auf den Letzterer als Erstgeborener Anspruch hatte. Aus Furcht vor Esaus Rache floh er jedoch zu seinem Onkel Laban, für den er einige Jahre arbeitete. Er heiratete schließlich zwei von Labans Töchtern, Lea und Rahel, die ihm zusammen mit ihren Dienerinnen Silpa und Bilha eine Tochter und zwölf Söhne gebaren. Diese wurden – nachdem Jakob von einem Mann der Name Israel (= Gottesstreiter) gegeben worden war – die Ahnherren der zwölf Stämme Israels.
- Romulus/Remus (Römische Mythologie)

Sie waren die Kinder des Gottes Mars und der Priesterin Rhea Silvia. Obwohl Rhea Silvia von ihrem Onkel Amulius Silvius gezwungen worden war, eine jungfräuliche Vestalin zu werden, damit ihr Nachwuchs seine Herrschaft nicht gefährde, stieg Mars zu ihrem Tempel hinab und zeugte mit ihr die Zwillinge Romulus und Remus. Nach der Geburt wurden die Kinder auf Amulius' Befehl in den Tiber ausgesetzt und Rhea ins Gefängnis gebracht. Später bauten sie an jener Stelle, an der sie ausgesetzt worden waren, eine Stadt. Wer Bauherr und damit Namensgeber der Stadt sein sollte, wurde durch Beobachtung des Vogelfluges bestimmt. Romulus und Remus gerieten jedoch in Streit und Romulus siegte, da er über mehr Anhänger verfügte. Er zog daraufhin eine Furche, welche die Stadtgrenzen festlegen sollte. Der unterlegene Remus verspottete ihn und sprang über die noch niedrige Begrenzung. Da dies als schwere Verletzung von Recht und Gesetz galt, erschlug Romulus seinen Bruder mit den Worten: „So möge es jedem ergehen, der über meine Mauern springt!“ Nach der Ermordung seines Bruders herrschte Romulus als erster König über die nach ihm benannte Stadt Rom.
- Tweedledum/Tweedledee („Through The Looking-Glass and What Alice Found There“, Lewis Carroll)

Im 4. Kapitel tauchen die beiden Brüder auf, die ursprünglich aus einem Gedicht von John Byrom stammen. Sie sind zwar Zwillinge, stimmen aber in ihren Einsichten nie überein.
- Shem/Shaun („Finnegans Wake“, James Joyce)

Sie sind die Söhne von Humphrey Chimpden Earwicker und Anna Livia Plurabelle. Shem und Shaun gelten als ewige Rivalen, wenn es darum geht, die Position ihres Vaters einzunehmen. Gleichzeitig streiten sie um die Gunst ihrer Schwester Issy. Shem ist Künstler und Schriftsteller, Shaun ein an die Gesellschaft angepasster Briefträger. Nach einer gängigen Interpretation stecken hinter Shem und Shaun James Joyce selbst und sein Bruder Stanislaus.
- Polyneikes/Eteokles

sind zwei Königssöhne in der griechischen Mythologie, die um die Herrschaft in der Stadt Theben streiten.
- unwissentlich (Halb-)Brüder

In Tom Franklins Roman Crooked Letter, Crooked Letter (2010, dt. Krumme Type, krumme Type) wie auch in   Khaled Hosseinis Roman The Kite Runner (2003, dt. Drachenläufer) steht eine Jungenfreundschaft im Zentrum der Handlung. Erst im Laufe des Romans wird aufgedeckt, dass die Jungen Halbbrüder sind.